# レッド・クラウド

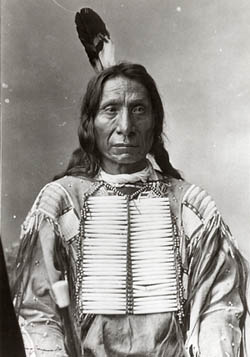
レッド・クラウド（1880年）

レッド・クラウド（Red Cloud, ラコタ語：Makhpiya Luta（赤い空）、1822年 - 1909年12月10日）は、北米インディアン・オグララ・スー族の部族員である。しばしば誤解されるが、酋長ではない。戦争指導者でもない。

## 人物
生まれたときに空が真っ赤に焼けていたので、「マアピヤ・ルタ（赤い空）」と名づけられた。「空」が「雲（クラウド）」になっているのは、白人が誤訳したためである。ラコタ・スー族に属するオグララ族のなかの、「イテシカ族」の名門の生まれ。
レッド・クラウドは白人によって「スー族の大指導者」に祭り上げられた人物である。しかし、そもそもスー族には部族すべてを統括するような統率者の概念は存在しない。彼の生きた時代のスー族は、各支族から集まった「でか腹（ビッグ・ベリー）」と称される長老たちの合議によって重要事項を決定していたが、レッド・クラウドはこの組織に属しておらず、単なる部族員にすぎない。だが、彼のとりえである如才なさと取引の才能が白人たちの目に留り、重要な条約の署名者として和平委員会に重宝されたのである。
彼はスー族の土地と権利に関して現在も禍根を残す重要な「ララミー条約」に署名した。和平委員会にすれば、条約交渉文書に署名（×印）さえしてもらえれば、レッド・クラウドの部族での立場などどうでも良かったのである。しかし単なる一介の部族員にすぎない彼が部族の代表として合議に関わることは、スー族にとって掟に背く振舞いだった。
その後、ワシントンに数度招かれ、ニューヨーク市のクーパーユニオン大学で演説をした。これらの経験から、白人の強大さを痛感した彼とスポッテッド・テイル（Spotted Tail|）は、いずれ白人によってスー族の領土やブラックヒルズが奪われるだろうことを見抜き、これを出来るだけ高く売りつけるべきだと考えた。1874年の和平会談では、金が発見されたブラックヒルズの値を吊り上げるべく部族に提案した。クレイジー・ホースやシッティング・ブルらは、会談そのものを侮辱として出席すらしなかった。
「部族の代表者」として白人との会談に関わる姿勢から、同じ部族員のスポッテッド・テイルとともに他の部族員や交戦派からは蔑まれた。しかし白人の要求は部族の存続をも危うくさせるだけの軍事力を伴っていたし、いずれ誰かがその役目は果たさなければならなかったことも事実である。

## 戦歴
- 1867年7月の「ワゴン・ボックスの戦い」（Wagon Box Fight）
- 1866年の「フェッターマンの虐殺」の記念碑には、レッド･クラウドの名が刻まれているが、同時期の戦士たちは彼の参加を否定している。
- 1968年からの「パウダー川の戦い・ボズマン街道での戦い」は、総称して「レッドクラウド戦争」と白人から呼ばれている。しかしこの戦いにレッド･クラウドはそもそも参加しておらず、指導者ではなくなんら重要な役割も果たしていない。
- 1876年の「リトルビッグホーンの戦い」という重要な戦いにも、彼は参加していない。

## 晩年
- オグララ族が保留地に閉じ込められると、1877年に自分の名を冠したレッド・クラウド管理所（Red Cloud Agency）の責任者に任命され、家族を次々に要職につけた。
- クレイジー・ホースとは敵対関係にあった。クレイジー・ホースが生涯愛した女性「ブラック・バッファロー・ウーマン」は、レッド・クラウドの姪の一人だった。彼女をノー・ウォーターと結婚させたのは、レッド・クラウドの差し金だったとする説もある。

## 発言
- 「白人はいろいろ約束をし、すべて破った。ひとつだけ守ったことがあるが、それは我々の土地を盗むと約束して、その通り盗んだことだ。」
- 「やがては私も畑を耕さなくてはならないだろうが、それを今すぐやれといわれても、それは無理な話だ」